# Viktoria af Askø
Viktoria af Askø er en åledrivkvase bygget i 1904. En båd, der tidligere blev brugt til ålefiskeri ved at drive for vinden med et drivvod. Viktoria har dam midtskibs, og kvase henviser faktisk til et fartøj, der bruges til transport af levende fisk. 
I dag bruges Viktoria primært til undervisning og lystsejlads.
Viktoria er bygget på Niels Christian Nielsens Baadebyggeri, på Fejø i 1904, til en fisker på Askø og er i dag hjemmehørende i Roskilde som en del af Vikingeskibsmuseets bådsamling. Hun er bygget af lærketræ (bord) på egetræ (spanter og køl). 
Niels Christian Nielsens Baadebyggeri blev grundlagt i 1878, men er lukket i dag. Det lukkede så sent som 1970. Det andet bådeværft på Fejø, Fejø Skibs- og Baadeværft, eksisterede i perioden 1889-2010, og var i hele perioden ejet og drevet af den samme familie: Kristian Mortensen 1889-1922, Emanuel Mortensen 1922-1968, Ejnar Mortensen 1968-1999, Edvin Mortensen 1968-1977 og Henrik Mortensen 1999-2010.
Viktoria af Askø har stormast med gaffel storsejl, fok, klyver og topsejl. Derudover en mesanmast med luggermesan.
Et åledrivvod blev bundet (ved vodlinerne) på klyverbommen og drivbommen agter. Fokken blev bakket og drivkvasen drev sidelæns for vinden.

## Information om Viktoria
- Længde: 8,3m.
- Bredde: 2,7m.
- Dybgang med sænkesværdet oppe: 0,8m.
- Dybgang med sænkesværdet nede: 1,7m.
- Samlet sejlareal: 68kvm.
- Hjemmehørende position: 55˚39'04" N, 12˚04'47"Ø